# Margrethia obtusirostra
Espèce
Margrethia obtusirostra est une espèce de poissons de l'infra-classe des téléostéens (Teleostei).